# Галине
Галине (на литовски: Galinė) е село във Вилнюски окръг, югоизточна Литва. Населението му е около 52 души (2001).
Разположено е на 252 метра надморска височина в Източноевропейската равнина, на 14 километра северозападно от центъра на столицата Вилнюс. Между двете световни войни е част от територията на Полша.